# 广化郡
广化郡，中国南北朝时设置的郡。
北魏置广化郡，隶属于南岐州。治所在广化县（今甘肃徽县西北银杏树乡），辖境相当今甘肃省徽县一带。西魏、北周属鳳州，下辖广化县、思安县。《周书·赵昶传》记载“世宗初，凤州人仇周贡、魏兴等反，自称周公，有众八千人。破广化郡，攻没诸县，分兵西入，围广业、修城二郡。”隋文帝开皇三年（583年）废除广化郡，广化县、思安县直属鳳州。